# Lanvin
Lanvin er et fransk multinationalt luksus modehus, der blev grundlagt af Jeanne Lanvin i 1889. I 1990 blev modehuset overtaget af Orcofi Group og herefter solgt til L'Oréal i 1996. I 2001 gjorde Shaw-Lan Wang, der er en Taiwanesisk mediemagnat, Lanvin privat igen. I marts 2016 blev Bouchra Jarrar udnævnt som kreativ direktør for dametøj, hvor han erstattede Alber Elbaz. Herretøj er siden 2005 blev styret af Lucas Ossendrijver.